# Α-グルコシダーゼ阻害剤
α-グルコシダーゼ阻害剤（alpha-glucosidase inhibitor）は、炭水化物（例えばデンプンや砂糖など）の消化を防止することによって機能する2型糖尿病に使用される経口の抗糖尿病薬に用いられる。 炭水化物は、通常、単純な糖に変換され、単糖類として小腸から吸収される。したがって、α-グルコシダーゼ阻害剤は、炭水化物による高血糖の影響を低減する。

## 例及び相違
α-グルコシダーゼ阻害剤の例として次のようなものがある。 
- アカルボース
- ミグリトール
- ボグリボース

薬は同様の作用機序を持っているにもかかわらず、アカルボースおよびミグリトールとの間に微妙な違いがある。アカルボースはオリゴ糖であるが、ミグリトールは単糖に似ている。アカルボースとは対照的に、ミグリトールはかなりよく体内に吸収される。また、アカルボースは、α-グルコシダーゼに加えて、膵臓のα-アミラーゼも阻害する。 

## 医療における役割
α-グルコシダーゼ阻害剤は、2型糖尿病の高血糖、特に食後高血糖に関して、高血糖をコントロールするために使用される。これらは、糖尿病の適切な食事療法および運動療法に関連して単独療法として使用することができ、また、他の抗糖尿病薬と組み合わせて使用することができる。
α-グルコシダーゼ阻害剤は、1型糖尿病患者においても有用である可能性があるが、この使用は米国食品医薬品局には正式に承認されていない。 

## 作用のメカニズム
α-グルコシダーゼ阻害剤は炭水化物の消化に必要な酵素、特に小腸の刷子縁におけるα-グルコシダーゼ酵素の競合阻害剤の糖質として作用する。小腸膜に結合しているα-グルコシダーゼは、小腸においてオリゴ糖、三糖及び二糖類をグルコース及びその他の単糖類に特異的に加水分解する。
アカルボースは、膜結合型のα-グルコシダーゼを阻害することに加えて、膵臓から分泌されるα-アミラーゼをブロックする。膵臓α-アミラーゼは、小腸の内腔において複雑なデンプンをオリゴ糖に加水分解する。
これらの酵素系の阻害は、炭水化物の消化の速度を低下させる。炭水化物は、グルコース分子に分解されないため、より少ないグルコースが吸収される。糖尿病患者は、これらの薬物療法の短期的効果は、当面の血糖値を減少させることである。長期的効果はヘモグロビンA1cのレベルを少なく減少させる。

## 投薬
α-グルコシダーゼ阻害剤は、消化酵素の競合的阻害剤であるので、最大の効果が出るように食事の開始時に注意しなければならない。食後の血糖値に及ぼす影響は、食事中の糖質の量に依存することになる。 

## 副作用と注意事項
α-グルコシダーゼ阻害剤は複雑な炭水化物のグルコースへの分解を防止するので、炭水化物は、腸内に残こる。大腸では腸内細菌が未消化の炭水化物を消化し、それによって鼓腸及び下痢のような胃腸の副作用引き起こす。これらの効果は用量に関連しているので、一般的に低用量で開始し、徐々に所定の投与量に増やすことが勧められる。腸壁嚢状気腫の副作用報告がある。患者がα-グルコシダーゼ阻害剤を使用して低血糖症の副作用に苦しむ場合、患者はグルコース錠剤のような単糖類を含むものを食べる必要がある。

## 天然のα-グルコシダーゼ阻害剤
α-グルコシダーゼ阻害剤の作用を有する天然物は多数存在する。例えば、研究は、食用キノコであるマイタケが低血糖効果を示す研究がある。マイタケが血糖値を低下させる理由は、キノコが自然にα-グルコシダーゼ阻害剤を含んでいるためである。
桑葉には1-デオキシノジリマイシン（1-deoxynojirimycin; DNJ）が含まれていることが近年の研究で明らかになった。DNJ はブドウ糖の類似物質（アザ糖類の一種、イミノ糖）であり、小腸において糖分解酵素のα-グルコシダーゼに結合する事でその活性を阻害する。その結果、スクロースやマルトースの分解効率が低下し、血糖値の上昇が抑制される。
多くの注目を集めて別の植物はサラシアマルメロである。サラシアマルメロは、インドとスリランカに自生する巻きつき型のつる植物である。伝統的な処方として糖尿病の治療に利用されてきた。糖尿病の治療に有効性を示す研究もある。サラシアマルメロの抽出物の有効性は、糖尿病に対する現代の処方薬と同様のものである。Salacia oblongaは、マルトースをグルコースに分解するα-グルコシダーゼの阻害作用を有する。
コーヒーに含まれるクロロゲン酸にマルトースをグルコースに分解する酵素であるα-グルコシダーゼの阻害活性が認められ、ラットで食後の血糖上昇の抑制作用が認められた。カフェインにはα-グルコシダーゼ阻害活性は認められなかった。コーヒーをよく飲む人たちでは糖尿病発症のリスクが低くなる傾向が見られた。
ラットを対象とした動物実験で、シソに含まれるロスマリン酸にα-グルコシダーゼ阻害作用による血糖値上昇抑制作用があるとする報告がある。ロスマリン酸が最も顕著に見られるのは多くのシソ科（シソ目の双子葉植物）、特にイヌハッカ亜科である。Ocimum basilicum（バジル）、Ocimum tenuiflorum（カミメボウキ）、Melissa officinalis（レモンバーム）、Rosmarinus officinalis（ローズマリー）、Origanum majorana（マジョラム）、Salvia officinalis（セージ）、タイムおよびペパーミントなど一般的に料理用のハーブとして使われる種にみられる。
野菜では、唐辛子、タマネギ、カボチャ、ピーマン、ネギ、カリフラワーでα-グルコシダーゼ阻害作用の活性が認められ糖尿病治療食として有力であると示唆された。